# Anna Davia
Anna Davia (Nebbiù, 16 ottobre 1743 – Italia, 1810) è stata una cantante lirica italiana.

## Biografia
Figlia di Osvaldo e Maddalena da Via, sposò il mercante Giovanni Bernucci a Genova, da cui probabilmente ebbe due figli. Divenne una cantante dopo il fallimento del coniuge.
Nel 1761 debuttò nella compagnia lirica italiana di Domenico d'Amicis ad Amsterdam, dove divenne una star. Nel 1777 cantò a Varsavia e tra il 1779 e il 1785 fu una celebre primadonna a San Pietroburgo in Russia, dove raggiunse larga fama e ricevette da Caterina la Grande un contratto del valore di 2800 rubli.
Lasciò la Russia per l'Italia nel 1785 e proseguì la propria carriera fino al 1803. Morì in povertà pochi anni dopo.